# Fábio Costa
Fábio Costa (Camaçari, 27 novembre 1977) è un ex calciatore brasiliano, di ruolo portiere.

## Carriera

### Club
Esordisce come professionista nel 1997 con il Vitória, squadra nella quale aveva fatto anche le giovanili dopo esperienze con Bahia, Cruzeiro e PSV. Nel 2000 viene acquistato dal Santos, squadra nella quale vince il Campeonato Brasileiro 2002 e guadagna il 2º posto in Coppa Libertadores 2003. Continua a vincere anche una volta passato nel Corinthians nella la stagione 2004-2005. Nei moschettieri rivince nuovamente un Campeonato Brasileiro stavolta nell'edizione 2005. Nel 2006 ritorna nuovamente al Santos, dove conquisterà altre 86 presenze in campionato (oltre alle 63 dell'esperienza precedente), impreziosite dai 3 Campeonati Paulista. Nella stagione 2010-2011 viene mandato in prestito all'Atletico Mineiro, senza essere riscattato.
A fine 2011 rimane svincolato. Nel 2013, dopo molti mesi senza squadra viene ingaggiato in Serie B brasiliana dal São Caetano. Il 16 dicembre 2013 ha annunciato il suo ritiro dal calcio giocato.

### Nazionale
Fu convocato nella Nazionale brasiliana come terzo portiere sia per il torneo olimpico di calcio del 2000 sia per la Confederations Cup 2001, senza però mai essere effettivamente impiegato.

## Palmarès

### Club

#### Competizioni statali
- Campionato paulista: 3

Santos: 2006, 2007, 2010
- Campionato Baiano: 3

Vitória: 1996, 1997, 1999
- Campionato del Nordest: 2

Vitória: 1997, 1999

#### Competizioni nazionali
- Campionato brasiliano: 2

Santos: 2002
Corinthians: 2005